# Augusto Cerqueira Gomes
Augusto César Cerqueira Gomes, nascido a 17 de abril de 1897 em São João do Souto, Braga, foi um médico e político português, desempenhando um papel ativo na política portuguesa durante o Estado Novo. A sua atuação refletiu uma preocupação contínua com questões sociais e políticas em Portugal, mantendo um perfil conservador alinhado com as suas crenças monárquicas e católicas.
Durante a sua carreira, foi dirigente da União Nacional de Braga, foi delegado distrital (Braga) e provincial (Minho) da Mocidade Portuguesa e membro da Junta Consultiva da União Nacional.
Durante as suas legislaturas, foi um grande defensor da criação de um Ministério da Saúde, criado apenas em 1958, da criação da Universidade Católica Portuguesa e da criação de medidas de prevenção às doenças contagiosas, principalmente a tuberculose.
Augusto Cerqueira Gomes era também irmão de Manuel Cerqueira Gomes, responsável por ter introduzido a eletrocardiografia em Portugal.